# Viscount Hatton
Viscount Hatton, of Gretton in the County of Northampton, war ein erblicher britischer Adelstitel in der Peerage of England.

## Verleihung und Geschichte des Titels
Der Titel wurde am 17. Januar 1683 von König Karl II. für den Royalisten Christopher Hatton, 2. Baron Hatton, geschaffen. Dieser hatte bereits 1670 von seinem gleichnamigen Vater den Titel Baron Hatton, of Kirby in the County of Northampton, geerbt, der diesem am 29. Juli 1643 verliehen worden war. Beide Titel erloschen beim kinderlosen Tod seines jüngeren Sohnes, des 3. Viscount, am 15. Dezember 1762.

## Liste der Barons und Viscounts Hatton

### Barons Hatton (1643)
- Christopher Hatton, 1. Baron Hatton (1605–1670)
- Christopher Hatton, 2. Baron Hatton (1632–1706)

### Viscounts Hatton (1683)
- Christopher Hatton, 1. Viscount Hatton (1632–1706)
- William Seton Hatton, 2. Viscount Hatton (1690–1760)
- Henry Charles Hatton, 3. Viscount Hatton (um 1700–1762)